# Diarree
Diarree of buikloop is een hoofdzakelijk dunne, brijige tot waterige, soms slijmerige, ontlasting die gepaard gaat met de nood om dringend naar het toilet te gaan. De ontlasting moet dus dunner zijn dan normaal, vaker komen dan normaal: 3 of meer keer per dag, en meer volume hebben: meer dan 200 ml/24 uur, dan normaal. Het woord diarree is afgeleid van het Grieks [δια ["dia"]= door, ρεω ["reo"] = stromen] en betekent 'doorstromen'. Diarree gaat meestal samen met een onaangenaam, drukkend gevoel in de buik en met plotselinge krampen of buikpijn. Men voelt zich vaak slapjes en verzwakt, door een te groot vocht- en voedselverlies.

## Wanneer spreekt men van diarree
De definitie van het Nederlands Huisartsen Genootschap luidt:
Acute diarree is een plotseling optredende afwijking van het voor een persoon gebruikelijke defecatiepatroon met een maximale duur van 14 dagen, waarbij de frequentie en de hoeveelheid van de ontlasting zijn toegenomen en de ontlasting meer water bevat dan gewoonlijk.
Andere beroepsgroepen, zoals maag-, darm- en leverartsen, hanteren vaak wat andere definities waarin 'vaker' en 'meer dan gewoonlijk' in maat en getal worden gedefinieerd.
Diarree gaat vaak gepaard met buikkrampen en soms ook met braken.

## Chronische diarree
Chronische diarree heeft dezelfde kenmerken als hierboven beschreven, alleen duurt chronische diarree per definitie langer, meer dan bijvoorbeeld 14 of 21 dagen.

## Oorzaken
Diarree kan veroorzaakt worden door:
- een virusinfectie - dan is het een buikgriep.

De meest voorkomende virussen die diarree veroorzaken zijn: Rotavirus, Norovirus, Adenovirus typen 40/41 en Astrovirus
- een bacteriële infectie - dat kan door het eten van bedorven voedsel of bij een barbecue.

De meest voorkomende bacteriële verwekkers zijn Campylobacter, Salmonella-soorten, Shigella, soms door Yersinia, Vibrio-soorten, Clostridium difficile, Aeromonas-soorten, pathogene Escherichia coli-soorten zoals de enterohemorrhagische E. coli (EHEC) en Plesiomonas shigelloides.
- slecht voedsel en een slechte hygiëne - door slecht voedsel en een gebrekkige hygiëne ontstaan toxinen in het voedsel door bacteriegroei. Meestal is het een toxine van de Staphylococcus aureus of zijn het (vero)toxinen van pathogene E.coli.
- gebruik van osmotisch actieve stoffen die niet of onvoldoende kunnen worden geresorbeerd - magnesiumsulfaat, lactulose, mannitol, sorbitol of andere osmotische laxantia.

Ook bij inname van hoeveelheden vitamine C die hoger liggen dan die welke vanuit de darm kunnen worden opgenomen, kan een kortstondige osmotische diarree optreden.
- intoleranties voor bepaalde voedselbestanddelen - bijvoorbeeld lactose-intolerantie of een intolerantie voor gluten of fructose zoals bij coeliakie.
- infecties en ontsteking in de darmen - ziekte van Crohn, colitis ulcerosa.
- een kuur met antibiotica - tijdens of kort na een kuur met een antibioticum treedt vrij vaak een episode van diarree op omdat het middel de darmflora heeft veranderd, waardoor diarreeverwekkers zich gemakkelijker kunnen vermenigvuldigen.
- darmstimulerende geneesmiddelen - sennapreparaten en bisacodyl
- beschadiging van het darmslijmvlies - bijvoorbeeld na bestraling van een gezwel in de buik, na radiatie-enteritis, of door chemotherapie bij kanker.
- immunosupressie - bijvoorbeeld bij aids) kunnen voor gezonde mensen niet schadelijke micro-organismen opeens diarree gaan veroorzaken.
- overmatig gebruik van alcoholische drank.
- angst en spanning - heftige angst en spanning leiden tot een snelle lediging van de darm: "het liep hem dun door de broek".
- andere dan eerder genoemde eukaryoten, maar eencellige darmparasieten - Entamoeba histolytica, Giardia lamblia, Cryptosporidien, Cyclospora, Dientamoeba fragilis en andere.
- Parasitaire wormen veroorzaken soms diarree, bijvoorbeeld Strongyloides stercoralis of aarsmaden.

Bij jonge kinderen kan diarree ook worden veroorzaakt door het doorkomen van de tanden en kiezen.

## Oorsprong
Diarree afkomstig uit de dunne darm veroorzaakt andere symptomen dan diarree afkomstig uit de dikke darm:
| eigenschappen                     | oorzaak gelegen in dunne darm  | oorzaak gelegen in dikke darm |
| --------------------------------- | ------------------------------ | ----------------------------- |
| volume ontlasting                 | groot                          | klein                         |
| kleur                             | licht                          | normaal of donker             |
| frequentie                        | normaal / enigszins toegenomen | sterk toegenomen              |
| geur                              | stinkend                       | tamelijk geurloos             |
| consistentie                      | waterig of vettig              | slijmachtig                   |
| bloedverlies                      | zelden                         | vaak                          |
| verhoogd aantal witte bloedcellen | zelden                         | vaak                          |
| tenesmus                          | zelden                         | vaak                          |
| winderigheid                      | vaak                           | zelden                        |
| malabsorptie / gewichtsverlies    | vaak                           | zelden                        |
| urgentie (sterke aandrang)        | zelden                         | vaak                          |
| pijn neemt af na defecatie        | zelden                         | vaak                          |

## Voorkomen
Er zijn verschillende manieren om diarree te voorkomen. Al deze manieren zijn er op gericht om de verspreiding van bacteriën die diarree veroorzaken te minimaliseren. Dit kan door kruisbesmetting te voorkomen of door het doden van de bacteriën. Voorbeelden zijn: goede handhygiëne bij toiletbezoek, het vermijden dat een persoon met diarree eten maakt voor anderen of persoonlijke spullen (zoals een tandenborstel of handdoek) deelt.

## Behandeling
Specifieke behandeling is bij infectieuze diarree door bacteriën en virussen zelden nodig of mogelijk. Uitdroging voorkomen en genezing afwachten is het belangrijkste. Bij diarree worden water en andere dranken niet goed door de darm opgenomen. Een ORS-preparaat kan dan helpen. Dit is een oplossing van glucose en zout in de juiste verhouding. Deze combinatie maakt opname van vocht wat gemakkelijker. Hierdoor wordt uitdroging voorkomen, wat bij de meeste vormen van diarree die vanzelf overgaan het grootste gevaar is. Treedt uitdroging in gevaarlijke mate op dan zal de patiënt in principe worden opgenomen om intraveneus, per infuus, vloeistof toegediend te krijgen om uitdroging en sterke verstoring van het elektrolytenevenwicht tegen te gaan, terwijl hij zelf de infectie overwint.
Er bestaan ook middelen om de darmbewegingen te remmen, zoals loperamide en codeïne, maar dat is uitsluitend symptoombestrijding en mag bij koorts en bij bloed in de ontlasting niet worden gebruikt. Bij bacteriële infecties is het meestal ook niet zinvol om antibiotica te geven, al bestaan hierop wel uitzonderingen. Bij parasieten als verwekkers is behandeling met antiparasitaire middelen juist weer wel zinvol, bijvoorbeeld het gebruik van auranofine.
Om de oorzaak van besmettelijke diarree op te sporen is meestal een fecesonderzoek nodig, de resultaten van een kweek zullen echter vaak pas binnenkomen als de patiënt al vanzelf beter is geworden. Dergelijk onderzoek wordt meestal pas verricht als er kennelijk sprake is van chronische diarree.
Voor andere vormen van diarree, zoals bij de ziekte van Crohn, bestaan wel specifieke behandelingen.